# Finnischer Fußballpokal 1976
Der Finnische Fußballpokal 1976 (finnisch Suomen Cup 1976) war die 22. Austragung des finnischen Pokalwettbewerbs. Er wurde vom finnischen Fußballverband ausgetragen. Das Finale fand am 17. April 1977 im Olympiastadion Helsinki statt. 
Pokalsieger wurde zum fünften Mal in Folge Lahden Reipas. Das Team setzte sich im Finale gegen Ilves Tampere mit 2:0 durch und qualifizierte sich damit für den Europapokal der Pokalsieger.
Alle Begegnungen wurden in einem Spiel ausgetragen. Bis einschließlich Viertelfinale wurde bei unentschiedenem Ausgang das Spiel um zweimal 15 Minuten verlängert. Stand danach kein Sieger fest, folgte ein Elfmeterschießen. Ab dem Halbfinale wurde dagegen das Spiel auf des Gegners Platz wiederholt. Bis zur 2. Runde hatten unterklassige Teams Heimrecht.

## Teilnehmende Teams
Für die erste Hauptrunde waren 24 Vereine der ersten und zweiten Liga direkt qualifiziert. Dazu kamen 40 Mannschaften ab der dritten Liga abwärts, die nach drei Qualifikationsrunden startberechtigt waren.
| Veikkausliiga (12) | I divisioona (12) | II divisioona (11)                                                                                   | II divisioona (11)                                                                              |
| --- | --- | --- | ----------------------------------------------------------------------------------------------- |
| - Gamlakarleby BK - Haka Valkeakoski - HJK Helsinki - Kokkolan Palloveikot - Kuopion Pallotoverit - Kuopion PS - Lahden Reipas - Mikkelin Palloilijat - Mikkelin Pallo-Kissat - Turku PS - Oulun Palloseura - Vaasan PS             | - Helsingin Palloseura - Helsingin Ponnistus - Ilves Tampere - Kokkolan PS - Kronohagens IF - Kuusysi Lahti - Musan Salama - Myllykosken Pallo -47 - Oulun Työväen Palloilijat - Seinäjoen PS - Turun Pyrkivä - Vaasan Sport               | - FinnPa Helsinki - Helsingfors IFK - FF Jaro - IFK Mariehamn - IF Kraft Närpes - Oulun Luistinseura | - Peli-Karhut Jalkapallo - Rovaniemi PS - Tampereen Pallo-Veikot - Turun Toverit - Turun Weikot |
| III divisioona (24) | III divisioona (24) | IV divisioona (4)                                                                                    | Bezirksliga Mittelösterbotten (1)                                                               |
| - Grankulla IFK - Hakrit Rauma - Heinolan Palloilijat-47 - FC Honka Espoo - Hyvinkään Apollo - Jyväskylän Palloilijat - Kajaanin Jormuan Tarmo - Karelian Pallo - Kemin Palloseura - Kuopion Pallo-48 - Lahden Sampo - Lohjan Pallo | - Nokian Palloseura - No Stars Kokkola - Pateniemen Vesa - Pohjois-Haagan Urheilijat - Porvoon Akilles - Puotinkylän Valtti - Salon Palloilijat - Savonlinnan TP - Toijalan Pallo-49 - Vaasan Pallo-52 - VPV Vaasa - Voikkaan Pallo-Peikot | - Jämsän Pallo - Lapuan Virkiä - Tornion Palloveikot - Valkealan Kajo                                | - Kannuksen Ura                                                                                 |

## 1. Runde
|                           | Ergebnis  |                           |
| ------------------------- | --------- | ------------------------- |
| Jyväskylän Palloilijat    | 1:0       | Kuopion PS                |
| Seinäjoen PS              | 3:1       | Vaasan Sport              |
| IF Kraft Närpes           | 3:2       | Gamlakarleby BK           |
| No Stars Kokkola          | 3:2       | Vaasan Pallo-52           |
| Hakrit Rauma              | 3:4       | Ilves Tampere             |
| Vaasan PS                 | 1:0       | Kokkolan Palloveikot      |
| Puotinkylän Valtti        | 2:1       | Turun Toverit             |
| IFK Mariehamn             | 0:2       | Turun Pyrkivä             |
| Toijalan Pallo -49        | 3:1       | Helsingfors IFK           |
| FC Honka Espoo            | 3:1       | Helsingin Ponnistus       |
| Tornion Palloveikot       | 0:5       | Rovaniemi PS              |
| FF Jaro                   | 0:4       | Oulun Työväen Palloilijat |
| Salon Palloilijat         | 3:2       | Kronohagens IF            |
| FinnPa Helsinki           | 1:2       | Helsingin Palloseura      |
| Hyvinkään Apollo          | 5:3       | Lahden Sampo              |
| Nokian Palloseura         | 1:3       | Turku PS                  |
| Kuopion Pallo-48          | 2:1 n. V. | Kuopion Pallotoverit      |
| Karelian Pallo            | 1:3       | Savonlinnan TP            |
| Turun Weikot              | 3:5       | Haka Valkeakoski          |
| Grankulla IFK             | 1:3 n. V. | HJK Helsinki              |
| Voikkaan Pallo-Peikot     | 1:2       | Peli-Karhut Jalkapallo    |
| Porvoon Akilles           | 0:4       | Mikkelin Palloilijat      |
| Pateniemen Vesa           | 1:2       | Kajaanin Jormuan Tarmo    |
| Kemin Palloseura          | 0:4       | Oulun Palloseura          |
| Kannuksen Ura             | 1:0       | Lapuan Virkiä             |
| Oulun Luistinseura        | 2:1       | Kokkolan PS               |
| Valkealan Kajo            | 0:4       | Tampereen Pallo-Veikot    |
| VPV Vaasa                 | 1:2       | Musan Salama              |
| Pohjois-Haagan Urheilijat | 0:6       | Lahden Reipas             |
| Myllykosken Pallo -47     | 2:3       | Mikkelin Pallo-Kissat     |
| Jämsän Pallo              | 0:2       | Heinolan Palloilijat-47   |
| Lohjan Pallo              | 3:6       | Kuusysi Lahti             |

## 2. Runde
|                         | Ergebnis              |                           |
| ----------------------- | --------------------- | ------------------------- |
| Jyväskylän Palloilijat  | 1:6 n. V.             | Seinäjoen PS              |
| IF Kraft Närpes         | 4:1                   | No Stars Kokkola          |
| Ilves Tampere           | 3:1 n. V.             | Vaasan PS                 |
| Puotinkylän Valtti      | 0:1                   | Turun Pyrkivä             |
| Toijalan Pallo -49      | 1:4                   | FC Honka Espoo            |
| Rovaniemi PS            | 1:0                   | Oulun Työväen Palloilijat |
| Salon Palloilijat       | 0:2                   | Helsingin Palloseura      |
| Hyvinkään Apollo        | 01:10                 | Turku PS                  |
| Kuopion Pallo-48        | 2:0                   | Savonlinnan TP            |
| Haka Valkeakoski        | 3:2                   | HJK Helsinki              |
| Peli-Karhut Jalkapallo  | 0:7                   | Mikkelin Palloilijat      |
| Kajaanin Jormuan Tarmo  | 1:3                   | Oulun Palloseura          |
| Kannuksen Ura           | 3:0                   | Oulun Luistinseura        |
| Tampereen Pallo-Veikot  | 3:0                   | Musan Salama              |
| Lahden Reipas           | 1:0 n. V.             | Mikkelin Pallo-Kissat     |
| Heinolan Palloilijat-47 | 3:3 n. V. (5:4 i. E.) | Kuusysi Lahti             |

## 3. Runde
|                      | Ergebnis              |                         |
| -------------------- | --------------------- | ----------------------- |
| Seinäjoen PS         | 1:1 n. V. (4:2 i. E.) | IF Kraft Närpes         |
| Ilves Tampere        | 1:0                   | Turun Pyrkivä           |
| FC Honka Espoo       | 0:1                   | Rovaniemi PS            |
| Helsingin Palloseura | 3:1                   | Turku PS                |
| Kuopion Pallo-48     | 0:5                   | Haka Valkeakoski        |
| Mikkelin Palloilijat | 0:0 n. V. (6:5 i. E.) | Oulun Palloseura        |
| Kannuksen Ura        | 0:3                   | Tampereen Pallo-Veikot  |
| Lahden Reipas        | 7:0                   | Heinolan Palloilijat-47 |

## Viertelfinale
|                        | Ergebnis |                      |
| ---------------------- | -------- | -------------------- |
| Seinäjoen PS           | 1:2      | Ilves Tampere        |
| Rovaniemi PS           | 3:0      | Helsingin Palloseura |
| Haka Valkeakoski       | 2:0      | Mikkelin Palloilijat |
| Tampereen Pallo-Veikot | 1:6      | Lahden Reipas        |

## Halbfinale
|                  | Ergebnis |               |
| ---------------- | -------- | ------------- |
| Ilves Tampere    | 4:1      | Rovaniemi PS  |
| Haka Valkeakoski | 0:2      | Lahden Reipas |

## Finale
| Paarung       | Ilves Tampere – Lahden Reipas |
| Ergebnis      | 0:2 (0:1) |
| Datum         | 17. April 1977 |
| Stadion       | Olympiastadion, Helsinki |
| Zuschauer     | 2.175 |
| Tore          | 0:1 Harri Lindholm (32.) 0:2 Erkki Vihtilä (66.) |
| Lahden Reipas | Eingesetzte Spieler: Harri Holli – Pekka Kosonen, Mikko Kautonen, Markku Repo, Timo Kautonen, Seppo Nordman, Heikki Lampi, Pertti Jantunen, Erkki Vihtilä, Hannu Hämäläinen, Harri Lindholm, Ari Tupasela, Matti Sandberg. |